# Căuaș (gmina)
Căuaș – gmina w Rumunii, w okręgu Satu Mare. Obejmuje miejscowości Ady Endre, Căuaș, Ghenci, Ghilești, Hotoan i Rădulești. W 2011 roku liczyła 2388 mieszkańców.